# Vuelo 865 de Garuda Indonesia
El vuelo 865 de Garuda Indonesia (GA/GIA 865) fue un vuelo internacional programado desde Fukuoka, Japón, a Yakarta, Indonesia a través de Bali, Indonesia. El 13 de junio de 1996, el vuelo 865 se estrelló cuando despegaba de la pista 16 del aeropuerto de Fukuoka. Tres de las 275 personas a bordo sufrieron heridas fatales en el accidente.

## Accidente

Mapa de asientos del Vuelo 865 de Garuda Indonesia (los pasajeros en 34K, 35K y 35J murieron).

El vuelo 865 fue autorizado para despegar de la pista 16. De repente, la tripulación del McDonnell Douglas DC-10-30 intentó abortar el despegue tras fallar el motor número 3 (derecho). El aborto ocurrió a velocidades cercanas a V2, y después de la rotación de la nariz. Después de abortar, se intentó detener el avión en la pista mediante el uso de frenos, spoilers de tierra e inversores de empuje, pero la tripulación no pudo detener el avión dentro de los límites de la pista, que salió de la propiedad del aeropuerto. El capitán declaró que temía que el avión pudiera golpear edificios u objetos si no abortaba el despegue.
Al reducir la velocidad, el avión se deslizó a través de una zanja, una cerca y una carretera antes de finalmente detenerse aproximadamente 620 metros (2034 pies) más allá del umbral de la pista. El daño causado a la aeronave durante el deslizamiento por el suelo hizo que el tren de aterrizaje se rompiera y que ambos motores montados en las alas se arrancaran de las alas. El fuselaje se rompió en dos lugares, aproximadamente en el borde posterior de la raíz del ala, y aproximadamente a 34 pies (10,4 m) detrás del borde posterior de la raíz del ala. El fuego resultante destruyó las áreas entre las fracturas del fuselaje y otras áreas de la aeronave. Tres pasajeros murieron como resultado.
El informe final concluyó que el error del piloto y la falla de las secciones de mantenimiento y operación de vuelo de la aerolínea en la coordinación adecuada de los asuntos resultaron en el accidente.

## Aeronave
El avión involucrado fue un McDonnell Douglas DC-10-30, registro PK-GIE. Realizó su primer vuelo el 24 de abril de 1979 y fue entregado a Garuda Indonesia el 27 de julio de 1979. El avión tenía 17 años en el momento del accidente, era el 284.º DC-10 construido y su número MSN era 46685.

### Detalles del motor
El avión tenía tres motores turbofán General Electric CF6-50C2. La causa del fallo del motor que provocó el accidente fue que las palas de la turbina del motor habían estado en servicio durante 6.182 ciclos (despegues y aterrizajes) cuando General Electric dijo que se deberían descartar las palas después de 6.000 ciclos.

## Galería

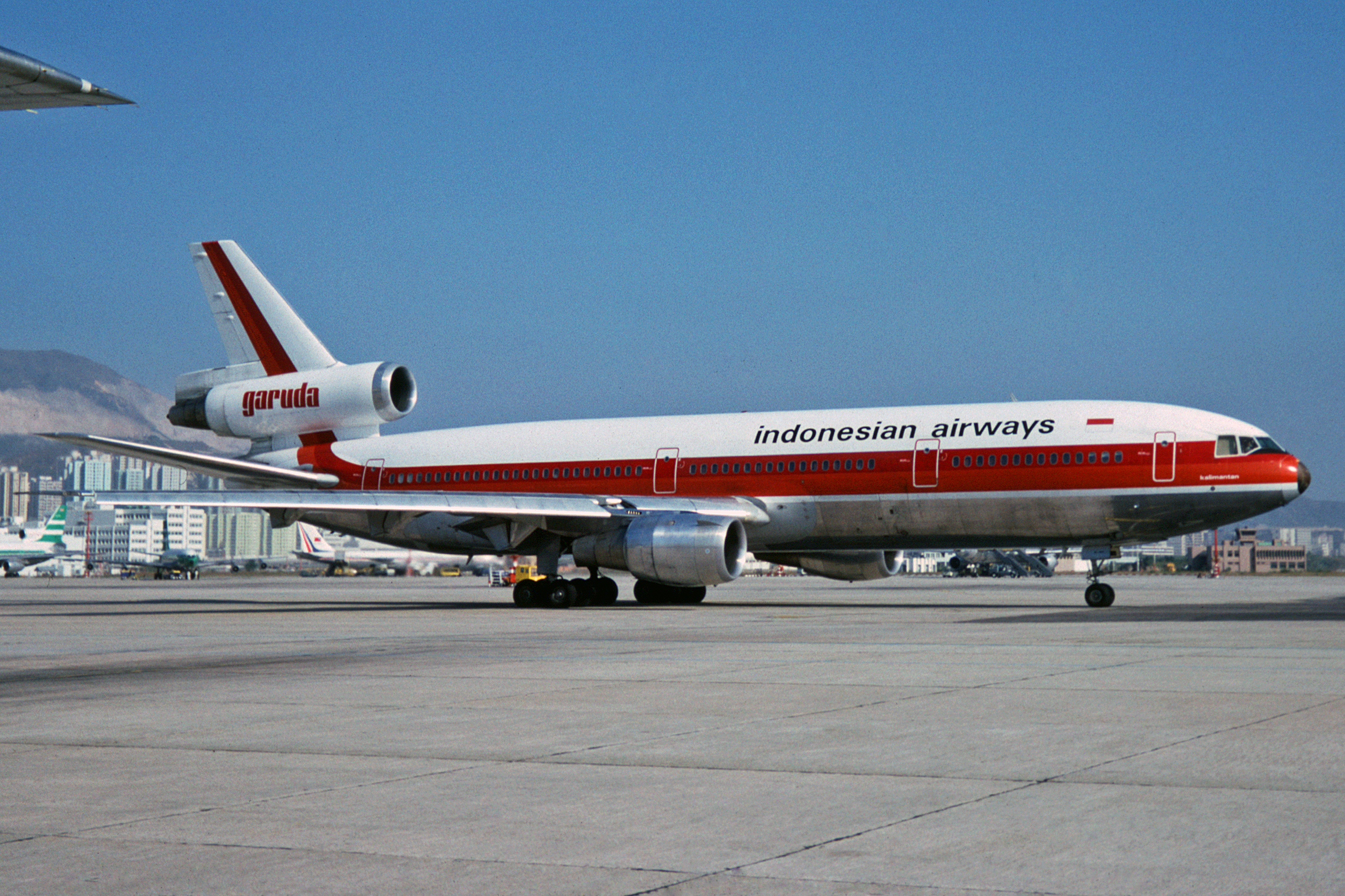
El avión involucrado en el accidente, fotografiado en el Aeropuerto Internacional Kai Tak en octubre de 1981. Con una librea anterior.
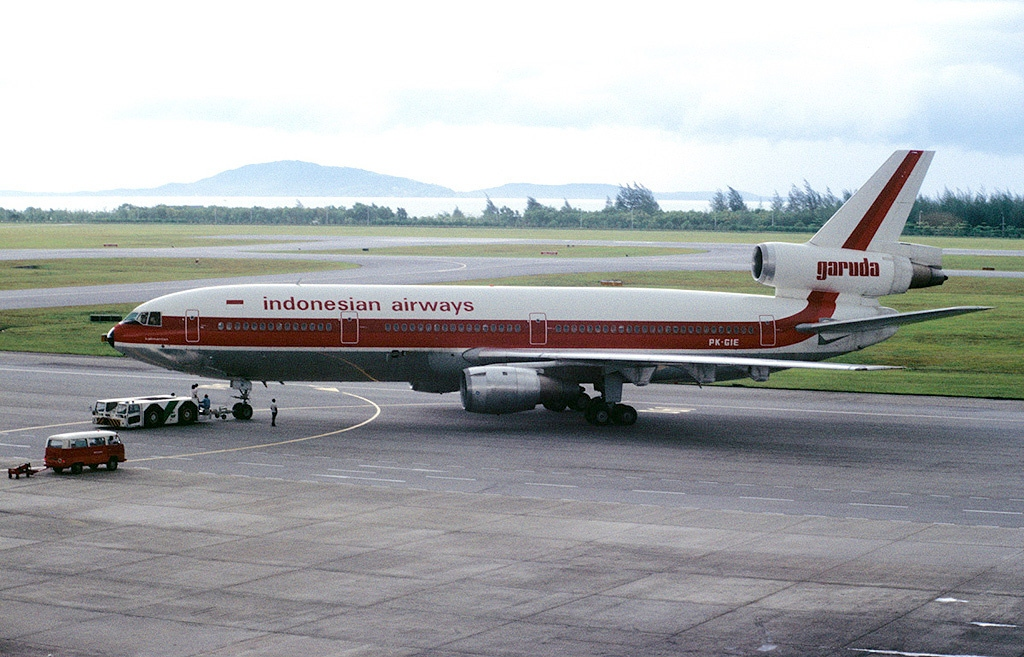
El avion accidentado en Singapore en julio de 1985, fotografiado con una librea anterior.
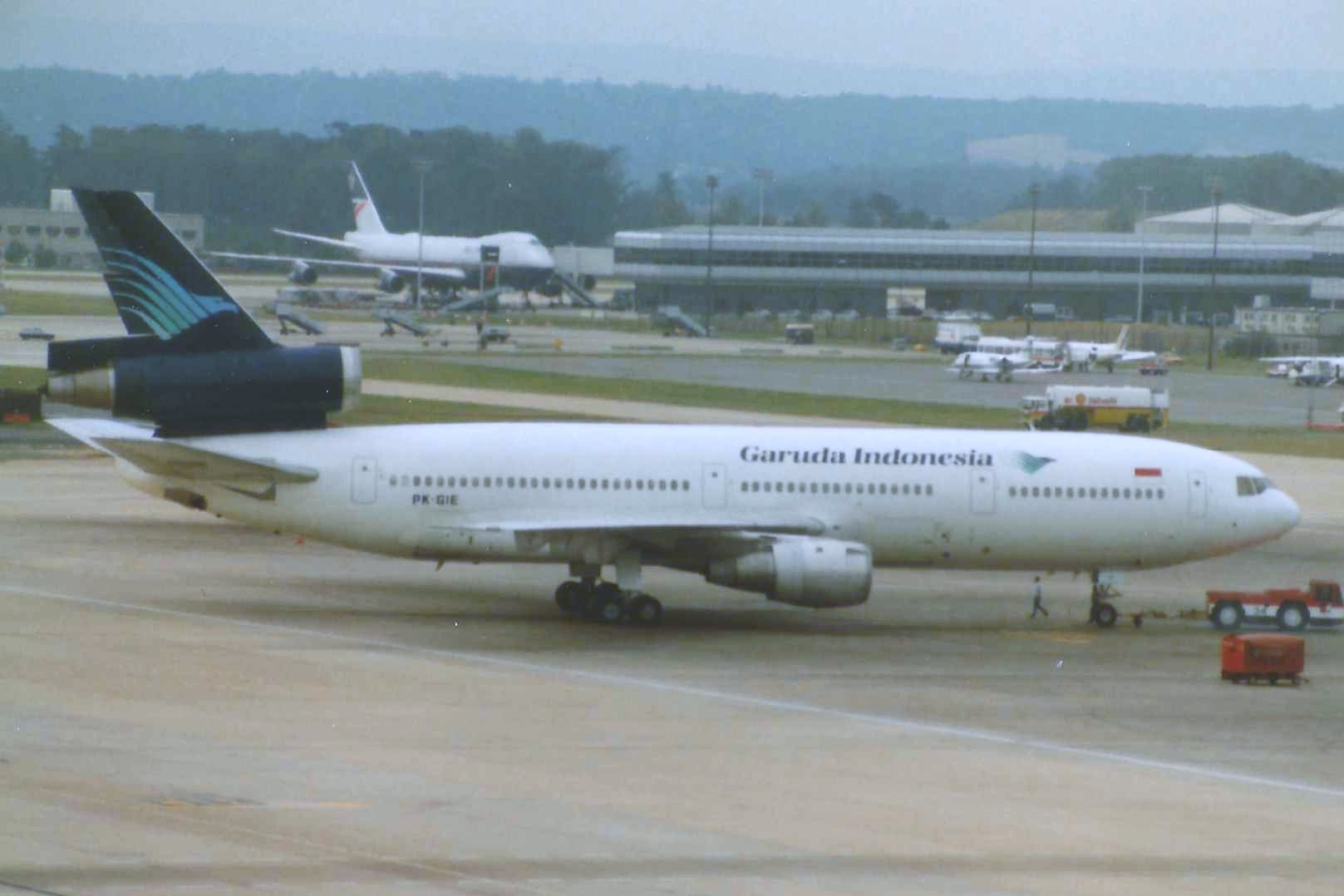
El avión involucrado en el accidente, fotografiado en agosto de 1988.